# Topkapi-paladset
Topkapi-paladset er et palads i Istanbul, som fra 1465-1853 var Osman-sultanernes officielle residens i byen. Anlæggelsen af paladset begyndte i 1459.
Paladset, der hovedsageligt er bygget i et plan, husede i sin storhedstid op til 4000 mennesker. I 1700-tallet mistede paladset gradvist sin betydning, da sultanerne flyttede til nye paladser langs med Bosporus. I 1924 blev det omdannet til museum.

## Billeder
- Wikimedia Commons har flere filer relateret til Topkapi-paladset

| Bygning eller seværdighed | Spire Denne artikel om en bygning, et bygningsværk eller en seværdighed er en spire som bør udbygges. Du er velkommen til at hjælpe Wikipedia ved at udvide den. |

41°00′47″N 28°59′02″Ø / 41.013°N 28.984°Ø